# 北大井村
北大井村（きたおおいむら）は長野県北佐久郡にあった村。現在の小諸市中心部の東方一帯、しなの鉄道線の北側にあたる。

## 歴史
- 1889年（明治22年）4月1日 - 町村制の施行により、柏木村・加増村・八満村の区域をもって発足。
- 1954年（昭和29年）2月1日 - 小諸町・大里村・川辺村と合併して小諸町が発足。同日北大井村廃止。

## 交通

### 道路
- 国道18号

現在は旧村域に上信越自動車道の小諸高原バスストップが所在するが、当時は未開通。

## 経済
農業
『大日本篤農家名鑑』によれば、北大井村の篤農家は「小山勝治、望月勇蔵、佐藤松太、林忠治、矢島三代二郎、小林鋮郎、美斉津角太」などがいた。